# Corsewall Point
Corsewall Point är en udde i Storbritannien.   Den ligger i riksdelen Skottland, i den centrala delen av landet, 500 km nordväst om huvudstaden London.
Terrängen inåt land är huvudsakligen platt, men österut är den kuperad. Havet är nära Corsewall Point åt nordväst. Runt Corsewall Point är det ganska glesbefolkat, med 29 invånare per kvadratkilometer. Närmaste större samhälle är Cairnryan, 10,6 km sydost om Corsewall Point. Trakten runt Corsewall Point består i huvudsak av gräsmarker.